# Lilium floridum
Lilium floridum là một loài thực vật có hoa trong họ Liliaceae. Loài này được J.L.Ma & Yan J.Li mô tả khoa học đầu tiên năm 2000.